# アンジェリーク・キジョー
アンジェリーク・キジョー（Angélique Kidjo、1960年7月14日 - ）は、ベナン・コトヌー出身のシンガーソングライター、および現ユニセフ親善大使。アフリカンポップ、レゲエ、ジャズを織り交ぜた音楽をスタイルとしている。グラミー賞に4度ノミネートされ、米紙ガーディアンに「世界でもっとも啓発的な女性Top100」の内の一人として取り上げられた。英語、フランス語、フォン語、ヨルバ語に堪能であり、国境を越えた幅広いファンがいる。
熱心な人道支援提唱者でもあり、自身もアフリカ女子教育を援助するNPO、「バトンガ・ファンデーション」（英名、Batonga Foundation)を2006年に設立した。

## 来歴
フォン族の父とヨルバ族の母の間に生まれ、ベナンの伝統音楽を聴いて育つ。6歳から母親の劇団でパフォーマンスを始め、伝統音楽とダンスについて理解を深めた。学校に入ってからバンドを組んで歌を始め、国営ラジオの放送からミリアム・マケバの影響を受けた。やがて母国の政情不安により、1983年パリへ移住。ジャズを学んだ後に現在も暮らしているニューヨークに落ち着いた。
2021年に開催された東京オリンピックの開会式で、アレハンドロ・サンス、ジョン・レジェンド、キース・アーバンと共に『イマジン』の歌唱VTRへ参加した。

## ディスコグラフィ

### アルバム
- Pretty (1981年)
- Ewa Ka Djo (Let's Dance) (1985年)
- Parakou (1990年)
- 『ロゴゾ』 - Logozo (1991年)
- 『アエ』 - Ayé (1994年)
- Fifa (1996年)
- 『ヴードゥー・チャイルド』 - Oremi (1998年)
- Keep On Moving: The Best of Angelique Kidjo (2001年)
- 『ブラック・アイヴォリー・ソウル』 - Black Ivory Soul (2002年)
- 『OYAYA!』 - Oyaya! (2004年)
- 『ジン・ジン』 - Djin Djin (2007年)
- 『オヨ』 - Õÿö (2010年)
- Spirit Rising (2012年)
- 『イヴ』 - Eve (2014年)
- Sings with the Orchestre Philharmonique du Luxembourg (2015年)
- 『リメイン・イン・ライト』 - Remain in Light (2018年)
- 『セリア』 - Celia (2019年)
- Mother Nature (2021年)